# فرودگاه کویلپی
فرودگاه کویلپی (به انگلیسی: Quilpie Airport) یک فرودگاه همگانی با کد یاتا ULP است که یک باند فرود کامپوزیت دارد و طول باند آن ۱۴۹۳ متر است. این فرودگاه در کشور استرالیا قرار دارد و در ارتفاع ۲۰۰ متری از سطح دریا واقع شده‌است.

## شرکت‌های هواپیمایی و مقصدهای پروازی
| شرکت‌های هواپیمایی           | مقصدهای پروازی |
| --------------------------- | -------------- |
| Mission Aviation Fellowship | گو             |
| فلای تیوی                   | داروین         |